# Herbie Fields

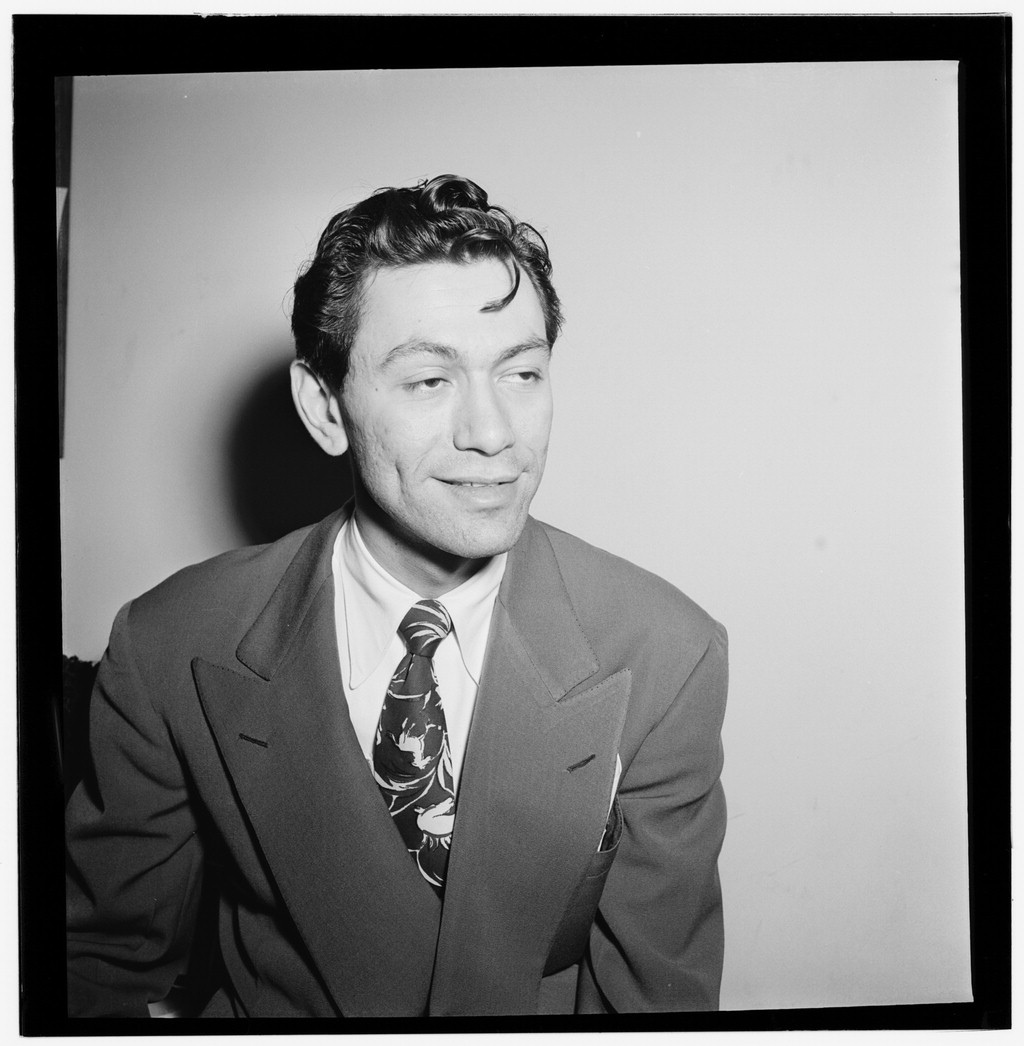
Herbie Fields, ca. Juni 1946.
Fotografie von William P. Gottlieb.

Herbie Fields (* 24. Mai 1919 in Asbury Park oder Elisabeth (New Jersey); † 17. September 1958 in Miami, Florida) war ein US-amerikanischer Jazz-Saxophonist und Klarinettist des Swing.
Fields besuchte 1936 bis 1938 die Juilliard School of Music in New York. Danach war er bei Raymond Scott und dem Leonard Ware Trio, diente 1941 bis 1943 als Soldat, indem er in Fort Dix eine Army Band leitete. Danach gründete er eine eigene Band und spielte 1944 Altsaxophon und Klarinette bei Lionel Hampton, als einziger weißer Musiker und Nachfolger von Earl Bostic. Dort hatte er mit „Hey Bop a Rebop“ einen Hit und gewann 1945 den New Star Award des Esquire Magazine für Altsaxophon.
1946 hatte er wieder eine eigene Band bis 1947, die für RCA Victor aufnahm. In der Band spielten u. a. Neal Hefti, Bernie Glow, Manny Albam, Al Klink, Marty Napoleon und Serge Chaloff. Sie orientierten sich zunächst an der Hampton Band, spielten aber Tanzmusik mit Rhythm-and-Blues-Einschlag, womit sie mäßigen Erfolg hatten. Fields wandelte die Big Band in ein Quintett und dann in ein Septett um, in dem 1949/50 Frank Rosolino und Tiny Kahn spielten. Fields zog dann nach Miami, wo er ein Restaurant führte. Seine letzten Aufnahmen machte er im Februar 1958. Im September desselben Jahres beging er Suizid mit Schlaftabletten.